# Anna Nagurney
Anna Nagurney est une mathématicienne, économiste, éducatrice et auteure ukraino-américaine dans le domaine du management des opérations. 

## Carrière
Nagurney occupe la Chaire en mémoire de John F. Smith de professeur à l'Isenberg School of Management (en) à l'Université du Massachusetts à Amherst, à Amherst. Nagurney a obtenu son Doctorat sous la direction de Stella Dafermos à l'Université Brown. Anna a contribué à de nombreux et différents domaines de la recherche opérationnelle, de la théorie des jeux, et aime passer son temps à l'étude du paradoxe de Braess.

## Publications
- 1996. Projected Dynamical Systems and Variational Inequalities with Applications, avec Ding Zhang. Kluwer Academic Publishers.
- 1997. Financial Networks: Statics and Dynamics, avec Stavros Siokos. Springer.
- 1999. Environmental Networks: A Framework for Economic Decision-Making and Policy Analysis, avec Kanwalroop Kathy Dhanda, et Padma Ramanujam. Edward Elgar Publishing.
- 1999. Network Economics: A Variational Inequality Approach, Kluwer Academic Publishers.
- 2000. Sustainable Transportation Networks, Edward Elgar Publishing.
- 2002. Supernetworks: Decision-Making for the Information Age, avec June Dong. Edward Elgar Publishing.
- 2003. Innovations in Financial and Economic Networks. (Editor). Edward Elgar Publishing.
- 2006. Supply Chain Network Economics: Dynamics of Prices, Flows, and Profits, Edward Elgar Publishing.
- 2009. Fragile Networks: Identifying Vulnerabilities and Synergies in an Uncertain World, avec Qiang Qiang. Wiley.
- 2013. Networks Against Time: Supply Chain Analytics for Perishable Products, avec Min Yu, Amir Masoumi et Ladimer Nagurney. Springer Briefs in Optimization.